# Puente Aioi

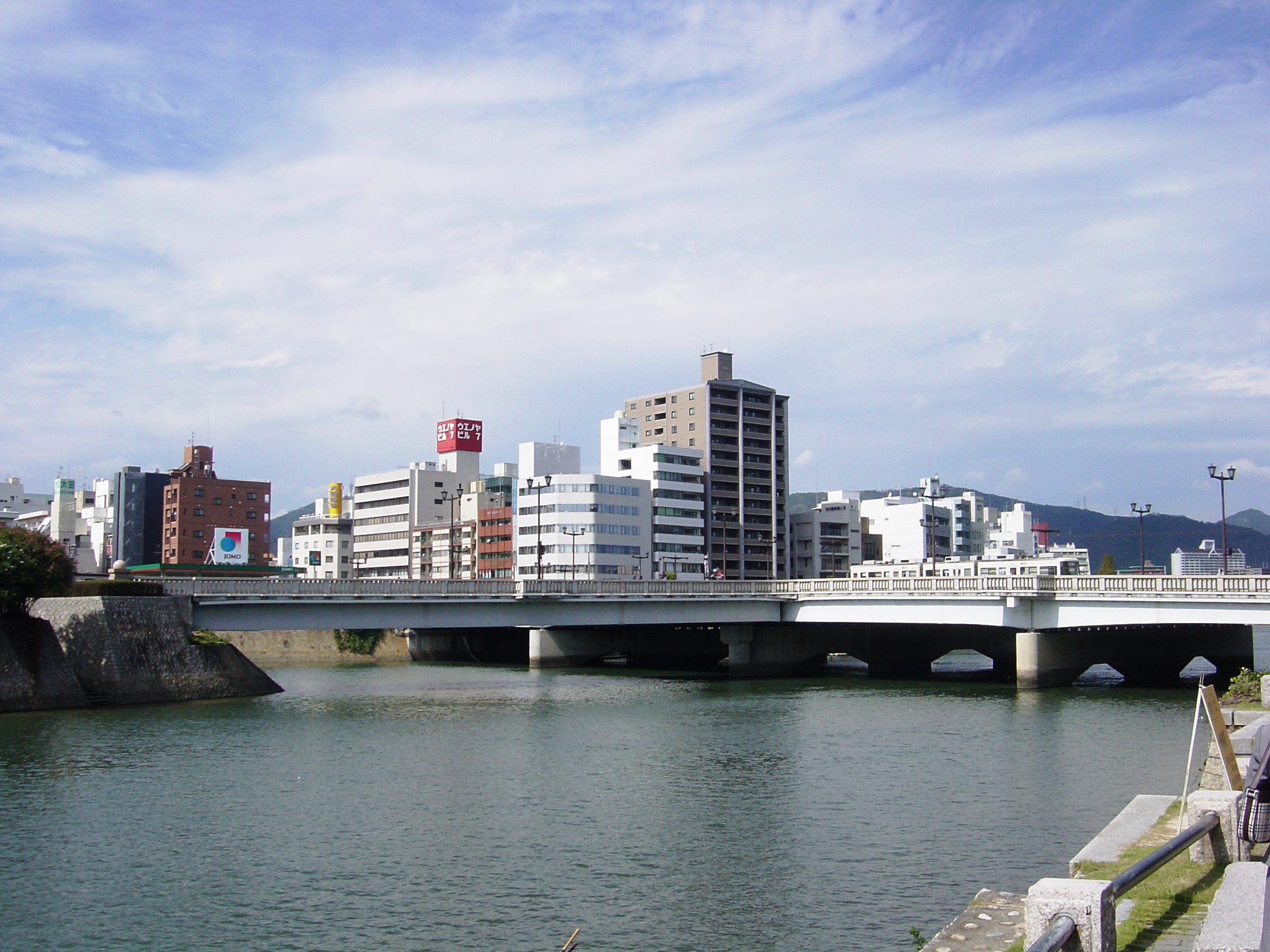
El Puente Aioi moderno reconstruido.

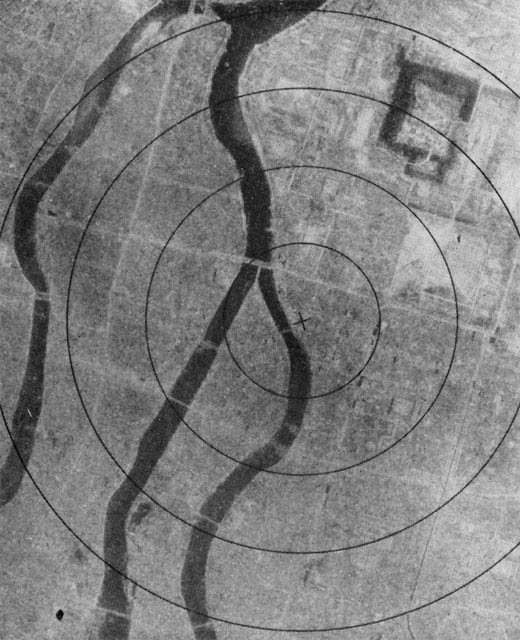
El área alrededor de la zona de impacto luego del bombardeo de Hiroshima. El Puente Aioi y su distinguible forma de “T” es visible cerca del centro.

El Puente Aioi (相生橋 aioi hashi?) es un puente con una inusual forma de “T” en Hiroshima (Japón). El puente original, construido en 1932, fue el objetivo usado en el bombardeo atómico de Hiroshima de 1945 debido a que su forma era fácil de reconocer desde el aire. Aunque el puente no fue destruido por la explosión, sufrió bastante daño. Luego de la guerra, el puente fue reparado y permaneció en uso unas cuatro décadas antes de ser reemplazado por una réplica en 1983. Una porción de viga que sobrevivió del puente original fue donada al Museo Memorial de la Paz de Hiroshima.

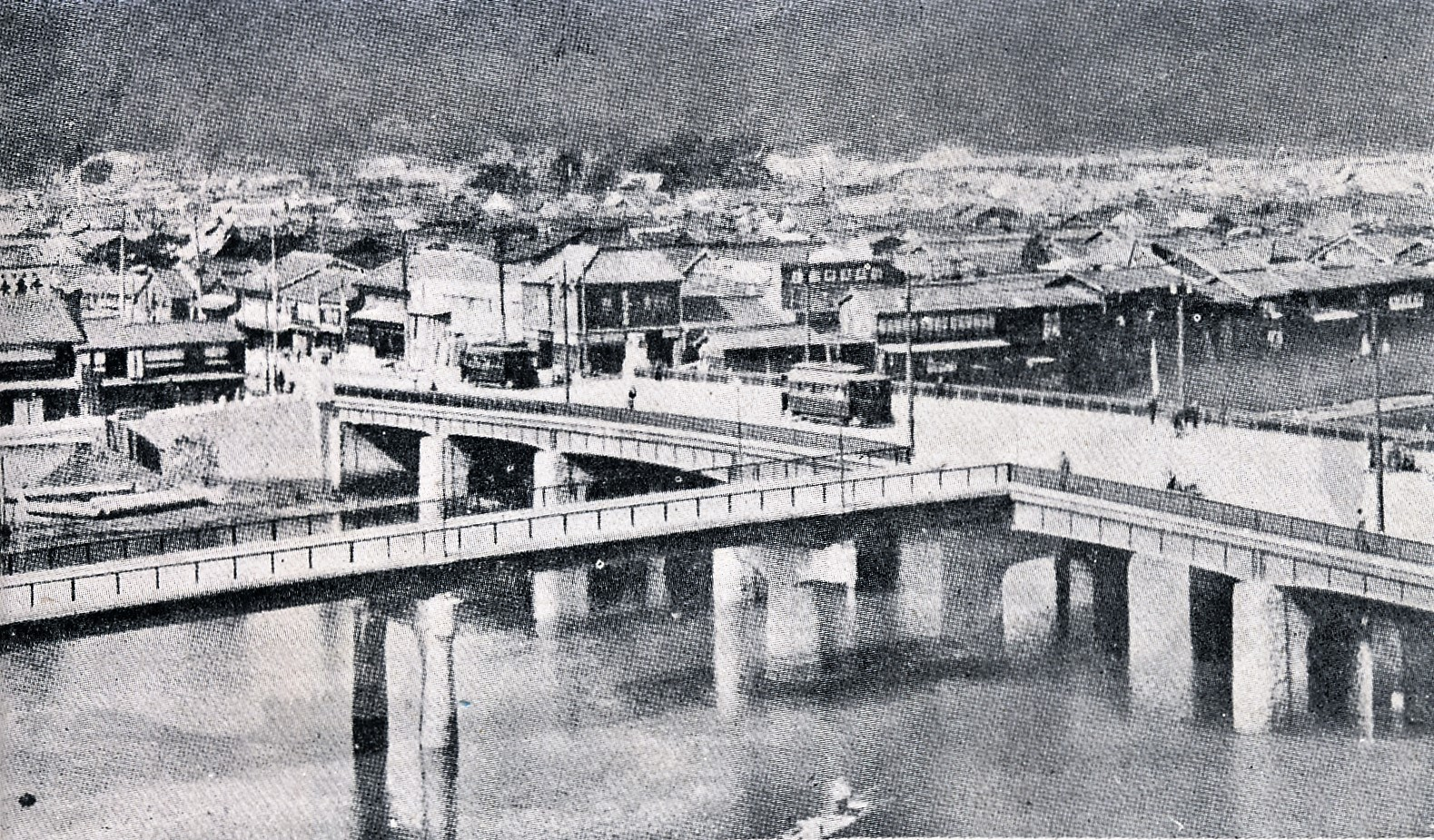
El Puente Aioi original.

La parte más larga del puente cruza el río Ōta al norte de la isla en la que se encuentra el distrito Nakajima-cho. El trazo descendente de la “T” une el puente principal y la isla, y también es la entrada norte del Parque Memorial de la Paz de Hiroshima.
Hoy en día, el puente es transitado dirariamente por autos, civiles y tranvías.